# Епархия Антигониша
Епархия Антигониша (лат. Dioecesis Antigonicensis) — епархия Римско-Католической церкви с центром в городе Антигониш, Канада. Епархия Антигониша входит в архиепархию Галифакса. Кафедральным собором епархии является Собор святого Ниниана. Значительную часть верующих епархии составляют представители этнических групп франкоакадцев и франкоонтарийцев. В конце XIX века численность верующих епархии Антигониша увеличилась за счёт эмигрантов-католиков из Ирландии, Польши и Западной Украины.

## История
27 сентября 1844 года Римский папа Григорий XVI издал бреве Decet Romanum, которым учредил епархию Аричата, выделив её из архиепархия Галифакса. Кафедра епархии Аричата находилась в соборе Успения Пресвятой Девы Марии в городе Аричат. 23 августа 1886 года кафедра епархии была перенесена в город Антигониш.
В 1894 году в Антигонише был открыт Католический университет святого Франциска Ксаверия, который повлиял на развитие епархии. В Антигониш стали прибывать многочисленные студенты из разных провинций Канады и других стран.
В сентябре 2009 года в епархии произошёл скандал, связанный с уголовным делом, возбуждённым по инициативе нескольких человек, обвинявших священнослужителей епархии в сексуальном насилии, которое, по их словам, происходило в 50-х годах XX столетия. Епископ Антигониша Раймонд Лаи предложил 15 миллионов канадских долларов, чтобы закрыть это уголовное дело. Пять дней спустя полиция задержала епископа Раймонда Лаи в аэропорту города и осмотрела его ноутбук, где были обнаружены порнографические фотографии. 26 сентября 2009 года епископ Раймонд Лаи подал в отставку и скрылся. Позднее суд выдал ордер на его арест, и через несколько дней епископ был задержан полицией.

## Ординарии епархии
- епископ William Fraser (Frazer) (27.09.1844 — † 4.10.1851)
- епископ Colin Francis MacKinnon (21.09.1851 — 17.07.1877)
- епископ John Cameron (17.07.1877 — † 6.04.1910)
- епископ James Morrison (25.05.1912 — † 13.04.1950)
- епископ John Roderick MacDonald (13.04.1950 — † 18.12.1959)
- епископ William Edward Power (12.05.1960 — 12.12.1986)
- епископ Colin Campbell (12.12.1986 — 26.10.2002)
- епископ Raymond John Lahey (5.04.2003 — 26.09.2009)
- епископ Brian Joseph Dunn (с 21 ноября 2009 года)

## Источник
- Annuario Pontificio, Libreria Editrice Vaticana, Città del Vaticano, 2003, ISBN 88-209-7422-3
- Бреве Decet Romanum,  Raffaele de Martinis, Iuris pontificii de propaganda fide. Pars prima, т. V, Romae, 1893, стр. 344  (лат.)